# Marcos Contreras
Marcos Gabriel Contreras Enos (Santiago, 25 de febrero de 1982) es un abogado y académico chileno que durante el año 2023 actuó como integrante del Comité Técnico de Admisibilidad, órgano arbitral del proceso constituyente chileno de 2023.

## Biografía
Estudió derecho en la Universidad de Chile, casa de estudios en la que también cursó un magíster en Derecho Penal de los Negocios y la Empresa. Con posterioridad prosiguió sus estudios de posgrado en la Universidad de Bonn, en la que estudió un LL. M. en derecho alemán.
Su trayectoria profesional se ha desarrollado tanto en el ámbito público como privado, además de en el académico, habiendo ejercido como abogado en estudios privados de la capital chilena, además de como asesor y asistente tanto en la Corte de Apelaciones de Santiago como en el Ministerio de Justicia. En el ámbito académico se ha desempeñado anteriormente como profesor en la Universidad Adolfo Ibáñez y actualmente en la Universidad de Santiago de Chile. En 2012 fundó su propia firma profesional, en la que se mantiene hasta el día de hoy.
Fue propuesto como integrante del Comité Técnico de Admisibilidad por el partido de izquierda Acción Humanista, del cual es militante, siendo ratificado por el Senado el 25 de enero de 2023. Ocupó el único cupo que su partido logró en los órganos del proceso constitucional de 2023 tras las negociaciones sobre la integración de los mismos.

## Publicaciones
- El engaño típicamente relevante a título de estafa, junto a Jorge Cabrera Guirao (Santiago: LegalPublishing, 2009). ISBN 978-9-5623-8841-2.
- Usurpación de aguas. Agua y justicia penal (Santiago: Ediciones Jurídicas de Santiago, 2015). ISBN 978-9-5697-0903-6.